# 邵志敏
邵志敏（1962年3月—），男，中国肿瘤学家，复旦大学附属肿瘤医院教授、博士生导师、主任医师。肿瘤研究所所长、乳腺癌研究所所长。
主要研究领域为乳腺癌的临床和基础研究、开展临床试验提高乳腺癌患者预后、建立适合中国人群的早期筛查和诊疗流程、确立三阴性乳腺癌“复旦分型”和精准治疗策略。
中华人民共和国教育部首批长江学者特聘教授、第十二届（2020年）中国医师奖获得者、

## 生平
1985年获上海医科大学学士学位。1990年获上海医科大学研究生院获肿瘤学硕士学位。
1997年至2000年在美国加州大学洛杉矶分校乳腺中心工作。1995年起，在复旦大学附属肿瘤医院工作，1998年晋升为教授、博士生导师。

## 社会兼职
2020年被选为中国国家健康科普专家库第一批成员。

## 学术贡献
邵志敏发表关于乳腺癌研究的论著近350篇，SCI收录100余篇，被世界医学文献引用超过3000次，主编专著4本。
| 出版作品                     |
| ---------------------------- |
| 《乳腺肿瘤学》               |
| 《乳腺癌：基础与临床的转化》 |
| 《乳腺原位癌》               |
| 《乳腺癌(英文版)》           |